# بوکاندا
بوکاندا (به لاتین: Bocanda) یک شهر در ساحل عاج است که در ناحیه لاکس واقع شده‌است.

## خصوصیات
بوکاندا ۶۰٬۱۸۳ نفر جمعیت دارد.